# Teleportation
Teleportation (von altgriechisch τῆλε tele „fern“ und lateinisch portare „tragen, bringen“) bezeichnet den theoretischen, instantanen Transport eines Objekts von einem Ort zum anderen, ohne den dreidimensionalen Raum dazwischen zu durchqueren. Bis heute ist Teleportation reine Science-Fiction.

## Physikalische Realisierung
Nach den bekannten Gesetzen der Physik gibt es keine Möglichkeit zur Realisierung einer Teleportation, bei der Materie zwischen zwei Orten transportiert wird, ohne den Raum dazwischen zu durchqueren. Im Gegenteil: Einige der fundamentalsten Naturgesetze verbieten sie sogar. So erlauben die Newtonschen Gesetze keinen instantanen Ortswechsel, sondern nur Bewegungen mit endlicher Geschwindigkeit. Die Relativitätstheorie begrenzt diese zusätzlich auf unterhalb der Lichtgeschwindigkeit, da die Beschleunigung einer Masse auf Lichtgeschwindigkeit unendlich viel Energie benötigen würde und überlichtschnelle Bewegung die Kausalität verletzt. Der Transport normaler Materie (Atome) von einem Ort zum anderen, ohne den Raum dazwischen zu durchqueren, widerspricht zudem mehreren wichtigen Erhaltungssätzen der klassischen und Teilchenphysik (Energie, Impuls, Baryonenzahl, Leptonenzahl). Der plötzliche Ortswechsel einer Masse entspricht einer instantanen Verschiebung des Schwerpunktes, was ohne eine unendliche Krafteinwirkung der Impulserhaltung widerspricht. Energie und Teilchenzahlen würden beim instantanen Verschwinden und Auftauchen von Materie sowohl am Start- als auch am Zielort nicht erhalten bleiben. Eine echte Teleportation ist daher aus wissenschaftlicher Sicht kaum vorstellbar.

“The instantaneous, disembodied transport of matter through space is of course, absolutely forbidden by the laws of nature.”

„Der instantane, körperlose Transport von Materie durch den Raum ist natürlich durch die Naturgesetze absolut untersagt.“

In der Grundlagenforschung spielt Teleportation aufgrund der fehlenden Erfolgsaussichten derzeit keine nennenswerte Rolle. Eine dennoch von der United States Air Force (USAF) in Auftrag gegebene Machbarkeitsstudie von 2004 fand im Wesentlichen zwei Ansatzpunkte: Die Manipulation der Raumzeitmetrik in der allgemeinen Relativitätstheorie und die Manipulation von Vakuumfluktuationen in der Quantenelektrodynamik. Ein konkreter Vorschlag, wie damit Teleportation ermöglicht werden könnte, wurde allerdings nicht gefunden. Unter anderem wurden darin Wurmlöcher diskutiert, die allerdings hoch spekulativ sind und die meisten Probleme der Teleportation nicht lösen würden.

### Beamen
Beamen wird häufig synonym für Teleportation verwendet und bezeichnet die hypothetische Übertragung eines Objekts in Form von Strahlung. Das Objekt muss hierzu am Ursprungsort „dematerialisiert“, also in seine Bestandteile zerlegt werden, die dann als Strahl versendet und am Zielort „rematerialisiert“, also wieder zusammengesetzt werden. Hierdurch wird erreicht, dass ein Objekt, ähnlich zur Teleportation, am Ursprungsort verschwindet und am Zielort wieder auftaucht. Jedoch gibt es einen durchgehenden Übertragungsweg, entlang dem die Materie (eventuell in umgewandelter Form) den Raum durchquert. Damit ist Beamen strenggenommen keine Teleportation. Das Konzept geht vor allem auf die Science-Fiction Serie Star-Trek zurück, wo mit Hilfe von sogenannten Transportern Gegenstände und Personen zwischen Orten hin- und hergebeamt werden.
In der realen Welt ist es bisher nicht gelungen, Objekte zu beamen. Zum einen gibt es noch keine Technologie, die beliebige Gegenstände Atom für Atom zerlegen oder zusammensetzen könnte, schon gar nicht in Sekundenschnelle. Zum anderen ist die Menge an Information zur vollständigen Darstellung makroskopischer Objekte (in der Größenordnung 1028 Bit) bei weitem zu groß für die heute verfügbare Informationstechnologie. Als weiteres Hindernis wird in diesem Zusammenhang oft die Heisenbergsche Unschärferelation genannt, die eine beliebig genaue Messung von Ort und Impuls einzelner Teilchen verbietet. Bei Raumtemperatur und auch noch weit darunter stellt dies allerdings keine Einschränkung dar, da Ort und Impuls einzelner Teilchen statistisch fluktuieren und gar nicht präzise bestimmt werden müssen.
In den Science-Fiction-Konzepten zum Beamen wird zudem nicht präzise darauf eingegangen, in welcher Form von Strahlung die Materie versendet wird. Die Physik kennt im Großen und Ganzen zwei Arten von Strahlung: Elektromagnetische Strahlung (Radio, Licht, Röntgen, Gammastrahlung etc.) und Korpuskularstrahlung (Alpha- und Betastrahlung, Neutronen, Neutrinos, Atome etc.). Nach der berühmten Äquivalenz von Masse und Energie E=mc² besitzt jede Form von Energie auch eine entsprechende Masse, was allerdings nicht bedeutet, dass eine Umwandlung von Materie in reine Strahlungsenergie uneingeschränkt möglich ist. So kann elektromagnetische Strahlung alleine nach heutigem Wissensstand nicht zur Übertragung von Materie verwendet werden, da diese zwar Energie transportiert, nicht aber die zum Aufbau von Atomen erforderlichen Baryonen und Leptonen. Korpuskularstrahlung hingegen ist im Grunde nichts anderes als bewegte Materie. Sie bietet deshalb kaum Vorteile gegenüber dem Transport eines Objektes als Ganzes. Einerseits muss die gleiche Energie zum Beschleunigen und Abbremsen der einzelnen Teilchen aufgebracht werden wie für das unzerlegte Objekt. Es ergibt sich also kein Geschwindigkeitsvorteil. Andererseits ist es auch mit Korpuskularstrahlung nur sehr beschränkt möglich, materielle Hindernisse auf dem Übertragungsweg zu durchdringen.

#### Beamen durch Informationsübertragung
Prinzipiell möglich ist eine reine Informationsübertragung und die Materialisierung mit Hilfe von am Zielort vorhandener Materie. Dann handelt es sich praktisch um die Erstellung einer Kopie.
Im atomaren Maßstab wurde ein solches Beamen von Information aus einem Atomstrahl zu einem anderen im Jahr 2008 demonstriert. Anders als bei der Quantenteleportation kam das Verfahren ohne vorab verteilte Verschränkung aus, weil auch Quanteneigenschaften direkt mit einem Lichtstrahl übertragen werden konnten. Das 2007 von Ashton Bradley et al. entwickelte Verfahren läuft wie folgt ab:
1. Eine Wolke aus Rubidiumatomen wird in einen Bose-Einstein-Kondensat (BEK)-Zustand versetzt.
2. Ein ebenfalls aus Rubidiumatomen bestehender Materiestrahl wird auf diese gerichtet. Die in ihm befindlichen Atome streben danach, den BEK-Zustand zu erreichen und emittieren zu diesem Zweck ihre überschüssige Energie in Form eines Lichtpulses.
3. Dieser Lichtstrahl, welcher mit dem Ort und der Geschwindigkeit der Atome alle für die Beschreibung des ursprünglichen Materiestrahls notwendigen Quanteninformationen enthält, wird mittels eines Lichtwellenleiterkabels in ein anderes BEK übertragen.
4. Trifft er auf dieses, so wird er in den Zustand des ursprünglichen Rubidiumstrahls versetzt.

Die Forscher des Australian Research Council Center of Excellence for Quantum-Atom Optics zeigten sich überzeugt, dass es auf diese Weise gelingen könne, die Information eines Strahls aus 5.000 Atomen zu übertragen. Die praktische Anwendung der Methode erschwert, dass Sender und Empfänger über die für die Erzeugung eines Bose-Einstein-Kondensats benötigten Apparaturen verfügen müssen. Mit ihr ist die Hoffnung verbunden, größere, wahrlich makroskopische Objekte, beispielsweise Moleküle wie Desoxyribonukleinsäure beamen zu können.

### Quantenteleportation
Die sogenannte Quantenteleportation ist trotz der begrifflichen Verwandtschaft keine Teleportation im Sinne einer Übertragung von Materie. Stattdessen ermöglicht sie eine Übertragung von Information in Form von Quantenzuständen (z. B. Spin) und deren Realisierung beim Empfänger. In der klassischen Physik ist die Möglichkeit zur Informationsübertragung eine Selbstverständlichkeit. Zum Beispiel kann eine klassische Textnachricht mühelos von einem Mobiltelefon zu einem anderen übertragen werden. Dass es überhaupt der Quantenteleportation bedarf, liegt am No-Cloning-Theorem. Da es unmöglich ist, Quanteninformation zu kopieren, kann sie beim Empfänger erst realisiert werden, sobald sie beim Sender (durch eine Messung) vernichtet wird. Die Bezeichnung „Teleportation“ wurde eingeführt, weil dabei ein Teil der Information, gemäß einer häufigen Interpretation, instantan über beliebige Entfernungen auf das Zielobjekt übertragen wird. Daneben benötigt die Quantenteleportation aber auch die Übertragung von klassischer Information, und kann deshalb nicht schneller als mit Lichtgeschwindigkeit stattfinden.
Im Gegensatz zur echten Teleportation wurde die Quantenteleportation in zahlreichen Laboren realisiert und nachgewiesen, beispielsweise mit Photonen und einzelnen Atomen (Ionen). Nach der theoretischen Erfindung im Jahr 1993 erfolgte die erste Realisierung 1997. Die bisher am weitesten, von Menschenhand ausgeführte Quantenteleportation fand 2017 statt und betrug 1400 km. Medienberichte, in denen von erfolgreich durchgeführten Teleportationen berichtet wird, beziehen sich in aller Regel auf die Quantenteleportation.

## Teleportation in Film, Fernsehen, Literatur und Computerspielen

### Teleportation mittels Magie und übernatürlicher Fähigkeiten
In der Esoterik, dem Okkultismus und der Literatur bezieht sich Teleportation auf paranormale/magische Fähigkeiten ohne technische Hilfsmittel, z. B. als Transportportale genutzten Kamine oder Portschlüssel bzw. auch das Apparieren bei Harry Potter.
Bereits die Transportmethode mittels eines magischen Teppichs in der Erzählung Die Geschichte des Prinzen Ahmed und der Fee Pari Banu in Tausendundeine Nacht ist als Teleportation deutbar (im Gegensatz zum Teppich Salomos, der vom Wind getragen wird und so nach vergleichsweise banaler physikalischer Gesetzmäßigkeit, einem konventionellen antriebslosen Luftfahrzeug – z. B. Hängegleiter – vergleichbar fliegt).
1931 Der Amerikaner Charles Hoy Fort verwendete in seiner Sammlung Lo! („Schau!“) den Begriff für die Poltergeist-Erscheinungen Apport und Asport, das unvermittelte Auftauchen und Verschwinden von Gegenständen.
Auf Gedankenkraft beruhende Darstellungen kommen in Romanen wie Where Ever You May Be (1953) von James Gunn, Blind Voices (1966) von Tom Reamy, The Witches of Karres (1978) von James H. Schmitz, A Coming of Age (1984) von Timothy Zahn sowie bei Perry Rhodans Mutanten vor. Auch in der Manga-Reihe Dragon Ball gibt es eine mentale Fähigkeit namens Momentane Teleportation, die es Wesen ermöglicht in Nullzeit an einem anderen Ort zu rematerialisieren.
Die Zauberer in World of Warcraft (2004) können unter Zuhilfenahme einer Rune auch von jedem beliebigen Punkt in andere Hauptstädte teleportieren.
Im Film Jumper von 2008 gibt es Menschen mit der Fähigkeit, an einen anderen Ort zu springen.
In der dreiteiligen Filmreihe Phantastische Tierwesen von 2016, 2018 und 2020 können Magier und Tierwesen an andere Orte teleportieren.
Der Charakter Symmetra aus dem 2016 erschienenen Computerspiel Overwatch kann andere Spieler durch Teleportation von einem Ort zum anderen bringen.

### Teleportation mittels Technologie (Science-Fiction)
In der Science-Fiction-Literatur ist die Teleportation meist eine Technik zur Materieübertragung (englisch Matter Transmission').
- 1878 The Hawaiian Gazette (Honolulu 1865–1918) vom 23. Oktober 1878, Bild 4, beschreibt den „Teleport“-Apparat: „Ein Hund kam auf die Metallscheibe und es wurde ein starker Strom angelegt. Nach einer Weile verschwand das Tier und wurde am anderen Ende gefunden an einem Knochen nagend, genau wie er es tat bevor er transportiert wurde.“

- 1957 Die Kurzgeschichte Die Fliege von George Langelaan handelt von der Erfindung eines Materietransmitters (hier Desintegrator/Reintegrator genannt), die ihrem Erfinder zum Verhängnis wird. Die Erzählung wurde mehrfach verfilmt, erstmals 1958 in Die Fliege von Kurt Neumann.

- In der seit 1961 erscheinenden Heft-/Buchserie Perry Rhodan werden sogenannte Transmitter[25] verwendet, um Gegenstände und Personen zur Umgehung der Lichtgeschwindigkeit durch den höherdimensionalen und somit übergeordneten Hyperraum an einen entfernten Zielort zu bringen.

- In der Spielwelt von Doom (1993) gibt es an vielen Stellen auch Teleporter,[26] die den Spieler ohne Zeitverlust von einem Punkt der Karte zu einem anderen bringen.

- 1997 erschien der Film Contact, in dem die Protagonistin mittels außerirdischer Technologie mutmaßlich auf einen fremden Planeten gebracht wird.

- 1998 kam es in Anlehnung an die Kurzgeschichte Die Fliege in der 182. Folge der Simpsons mit Namen Neutronenkrieg und Halloween zu einem Unfall in dem von Professor Frinks Materietransmitter. Bart und eine Fliege verschmolzen zu zwei komplett unterschiedlichen Wesen.

- Im 1998 erschienenen Computerspiel Half-Life entwickeln Wissenschaftler Portale zur Teleportation zu außerirdischen Welten.[27]

- 2012 wurde in der 495. Folge der Simpsons mit Namen Weihnachten – Die nächste Generation ein Materietransmitter benutzt, um Barts Kinder zu einer in der Zukunft liegenden Weihnachtsfeier zu transportieren.

## Mythen rund um Teleportation
- Philadelphia-Experiment: Eine Legende rund um eine US-amerikanische Militärtechnologie, die angeblich mit dem mysteriösen Verschwinden des Geleitzerstörers USS Eldridge vom Hafen von Norfolk, Virginia und seiner angeblichen Rematerialisierung im 500 km entfernten Philadelphia, Pennsylvania zusammenhängt.
- Die Legende des teleportierten Soldaten: Im Oktober 1593 wurde ein Soldat des spanischen Reiches (in einer Version von 1908 Gil Pérez genannt) auf mysteriöse Weise von Manila auf den Philippinen zur Plaza Mayor (dem heutigen Zócalo) in Mexiko-Stadt transportiert. Der Behauptung des Soldaten, von den Philippinen gekommen zu sein, wurde zunächst kein Glauben geschenkt, bis sein Bericht über die Ermordung des philippinischen Gouverneurs Monate später von den Passagieren eines Schiffes bestätigt wurde, das den Pazifik mit den Nachrichten überquert hatte.[28]